# Банф (Алберта)
Банф (енгл. Banff) је варош у југозападном делу канадске провинције Алберта у оквиру статистичке регије Стеновите планине Алберте. Варош се налази на обронцима Стеновитих планина на надморској висини од 1.384 метра и друго је највише насеље у Канади након Лејк Луиза. Налази се на 126 км западно од Калгарија и 58 км источно од одмаралишта Лејк Луиз.
Варошица је уједно и административни центар националног парка Банф.
Захваљујући планинама које га окружују и топлим минералним изворима Банф важи за једно од најпопуларнијих одмаралишно-рекреационих центара у целој Канади.

## Географија
Варошица Банф лежи у долини реке Боу која протиче кроз насеља где уједно прима и своју притоку реку Спреј. Непосредно пре ушћа реке Спреј, на реци Боу се налази 9 метара високи водопад.
Варошица је готово са свих страна окружена високим планинским врховима планина Рандл, Салфур, Норки и Каскада. У централном делу насеља налази се узвишење Танел које је са свим странама окружено насељем.
Насеље лежи на прелазу између субполарне и умерено континенталне климе. Просечне зимске температуре крећу се од −14,1 °C до −4,6 °C, док се просек летњих температура креће између 21,9 °C и 7,4 °C. Снега на околним планинама има током целе године, а просечна годишња висина новог снега је око 234,1 цм.

## Историја
Насеље Банф основано је почетком осамдесетих година 19. века и развијало се паралелно са канадском трансконтиненталном железницом која је пролазила долином уз реку Боу. Локалитет је постао веома инетресантан након открића неколико термоминералних извора на обронцима планине Салфур. Исте године око извора је формирана заштићена зона површине 25 км² која је проширена 1887. на 673 км² и проглашена парком.
Име Банф потиче од грофовије Банфшир у Шкотској, родног места тадашњег директора железнице Џорџа Стивена. Управа канадске пацифичке железнице је дуж трасе пруге у овом рејону градила бројне хотеле, међу којима је први био хотел Банф Спрингс, промовишући на тај начин туризам целе регије.
Насеље се развијало уз железничку станицу и у почетку је служило као полазна тачка за туристе који посећују околне планине и изворе. Све до 1990. Банф је био под директном управом канадских националних паркова, када је добио статус општине и варошице у оквирима националног парка и тако постао једино насеље у Канади са тим статусом у границама једног националног парка.
Године 1976. Међународна астрономска унија је донела одлуку да се један кратер пречника 5 км на Марсу, назове именом овог места. Кратер се налази на 17,7° северне ширине и 30,8° западне дужине.

## Демографија
Према подацима пописа становништва из 2011. у вароши је живело 7.584 становника што је за 13,2% више у односу на попис из 2006. када је регистровано 6.700 житеља.
| 2006. | 2011. |
| ----- | ----- |
| 6.700 | 7.584 |

## Туризам
Привреда целог краја почива на високо развијеном туризму. Бројна скијалишта на околним планинама привлаче велики број скијаша током зимског дела године. Код Лејк Луиза се одржавају трке светског купа у алпском скијању.
Нешто северније од вароши налази се језеро Миневанка. Планина Танел је веома популарна за брдски бициклизам и пешачење.
У Банфу је стартна линија велике бициклистичке трасе дугачке 4.417 км која прати континентално развође на Стеновитим планинама и завршава се у насељу Антилоп Велс у Новом Мексику (САД).
У вароши се традиционално сваке године одржава и велики број фестивала, телевизијски фестивал, музички фестивал и филмски фестивал те сајам бициклизма.